# Odostomia grippiana
Odostomia grippiana är en snäckart som beskrevs av Bartsch 1912. Odostomia grippiana ingår i släktet Odostomia och familjen Pyramidellidae. Inga underarter finns listade i Catalogue of Life.